# Hosur (M), Krishnarajpet
Hosur (M) là một làng thuộc tehsil Krishnarajpet, huyện Mandya, bang Karnataka, Ấn Độ.